# Raghudebbati
Raghudebbati là một thị trấn thống kê (census town) của quận Haora thuộc bang Tây Bengal, Ấn Độ.

## Địa lý
Raghudebbati có vị trí 22°32′B 88°12′Đ / 22,53°B 88,2°Đ Nó có độ cao trung bình là 8 mét (26 feet).

## Nhân khẩu
Theo điều tra dân số năm 2001 của Ấn Độ, Raghudebbati có dân số 11.878 người. Phái nam chiếm 51% tổng số dân và phái nữ chiếm 49%. Raghudebbati có tỷ lệ 58% biết đọc biết viết, thấp hơn tỷ lệ trung bình toàn quốc là 59,5%: tỷ lệ cho phái nam là 65%, và tỷ lệ cho phái nữ là 52%. Tại Raghudebbati, 14% dân số nhỏ hơn 6 tuổi.